# بيتيز أند تيلورز أوف هاروغيت
بيتيز أند تيلورز أوف هاروغيت Bettys and Taylors of Harrogate (تعرف أيضاً بمجموعة بيتيز أند تيلورز المحدودة) شركة مقرها مدينة يوركشاير في  إنجلترا.
تملك الشركة علامات تجارية: بيتيز، تيلورز أوف هاروغيت، شاي يوركشاير.